# Guillaume III de Warenne
Pour les articles homonymes, voir Guillaume III et Guillaume de Warenne.
Guillaume (III) de Warenne (v. 1119 – 19 janvier 1148), 3e comte de Surrey, fut un important baron anglo-normand du règne d'Étienne d'Angleterre.

## Biographie
Il est le fils du 2e comte de Surrey Guillaume II de Warenne († 1138) et d'Isabelle (ou Élisabeth) de Vermandois, fille de Hugues le Grand de Vermandois. Par sa mère, il était demi-frère des jumeaux Robert de Beaumont et Galéran IV de Meulan, et cousin du roi de France Louis VII.
Sa première action personnelle est de fait partie des jeunes normands qui désertent Étienne d'Angleterre quand celui-ci est incapable de s'emparer de la Normandie en 1137. Il hérite de son père en 1138 et lui succède comme 3e comte de Surrey. Il est envoyé en Normandie rejoindre Galéran IV de Meulan avant la fin de l'année 1138, et ils sont les ambassadeurs d'Étienne à la cour de leur cousin le roi de France Louis VII. Il revient en Angleterre vers 1139 probablement pour assister au mariage de sa sœur Ada avec Henry de Northumberland, le fils de David Ier d'Écosse. Il se met alors à fréquenter la cour royale et à attester les chartes d'Étienne. Il reste le reste de sa vie un partisan du roi durant la guerre civile pour la couronne d'Angleterre contre Mathilde l'Emperesse.
En février 1141 il combat aux côtés d'Étienne à la bataille de Lincoln. Les chroniqueurs contemporains relatent que lui et Galéran IV de Meulan sont parmi ceux qui paniquent lors de la première charge de l'armée commandée par Robert, le comte de Gloucester. Ils s'enfuient alors du champ de bataille et Étienne finit par être capturé. Pendant que le roi est emprisonné, il reste dans son parti et soutient sa femme Mathilde de Boulogne.
En septembre de la même année, à la suite de la bataille de Winchester, il commande l'armée de mercenaires de Guillaume d'Ypres, et réussit à faire prisonnier Robert de Gloucester, le demi-frère de Mathilde. Au mois de novembre suivant, ce dernier sert de monnaie d'échange pour la remise en liberté du roi Étienne. Par la suite ses activités dans le royaume sont plutôt discrètes. Il est l'un des quatre capitaines envoyés par Étienne mener une expédition contre la ville de St Albans. Ils acceptent un pot-de-vin de l'abbé de St Albans pour ne pas mettre le feu à la ville.
En janvier 1144, ses mercenaires refusent de se rendre et tiennent le château royal de Neufchâtel-en-Bray pendant trois mois contre les forces de Geoffroy V d'Anjou. Il n'est pas certain qu'il ait été présent dans le château, et ironie du sort, ses troupes doivent se rendre à son demi-frère Galéran IV de Meulan, qui a changé de camp entre-temps.
Guillaume fait partie de ceux qui, avec Louis VII de France et Galéran IV de Meulan, font le vœu de croisade à Vézelay le 24 mars 1146. Il confie ses terres à son frère Reginald et part en juin 1147 pour la deuxième croisade en Terre sainte. Il rejoint Louis VII à Worms et sert dans sa garde personnelle. Alors que l'armée des croisés traverse l'Anatolie en direction de la Terre sainte, il est dans l'arrière-garde de Louis VII et est massacré par les Maures dans les défilés de Laodicea le 19 janvier 1148.
Jean de Hexham, chroniqueur anglais, fait part de rumeurs qui disaient qu'il avait survécu et qu'il était sur le chemin du retour. Il est un bienfaiteur de l'abbaye Sainte-Marie d'York, des Templiers de Saddlecombe. Il fonde le prieuré du Saint-Sépulcre de Thetford.

## Familles et descendance
En secondes noces, il épousa Ela (ou Adélaïde, Hélène) de Ponthieu († 14 octobre 1174), fille du comte Guillaume Ier de Ponthieu. Ils eurent une fille :
- Isabelle de Warenne (v. 1137 – 12 juillet 1203), épouse le fils d'Étienne d'Angleterre, Guillaume de Blois, comte de Boulogne.

Devenue veuve en 1159, Isabelle de Warenne est un parti fort intéressant, car elle est l'héritière de son père, et était donc comtesse de Surrey en son propre droit (de jure). Le roi Henri II d'Angleterre aurait voulu qu'elle épouse son frère Guillaume FitzEmperesse, mais ce mariage est refusé par Thomas Becket ce qui provoque un nouvel incident de discorde entre les deux hommes. Finalement, Isabelle épouse en avril 1164, Hamelin d'Anjou, demi-frère bâtard d'Henri II.